# Clapham North (stanice metra v Londýně)
Clapham North je stanice metra v Londýně, otevřená 3. července 1900. Nachází se na lince :
- Northern Line (mezi stanicemi Clapham Common a Stockwell)

| Rok  | Počet cestujících |
| ---- | ----------------- |
| 2011 | 5,83 mil          |
| 2012 | 5,82 mil          |
| 2013 | 6,17 mil          |
| 2014 | 6,67 mil          |